# Pierre Grivot
Pour les articles homonymes, voir Grivot.
Antoine-François-Jules Grivot dit Pierre Grivot est un comédien et chanteur lyrique français né à Paris le 26 septembre 1834 et mort à Deauville (Calvados) le 25 août 1912.
Connu principalement sous le seul nom de Grivot, il s'illustra comme ténor trial à l'Opéra-Comique où il créa pendant 25 ans de nombreuses œuvres de Jacques Offenbach, Léo Delibes ou André Messager.

## Biographie

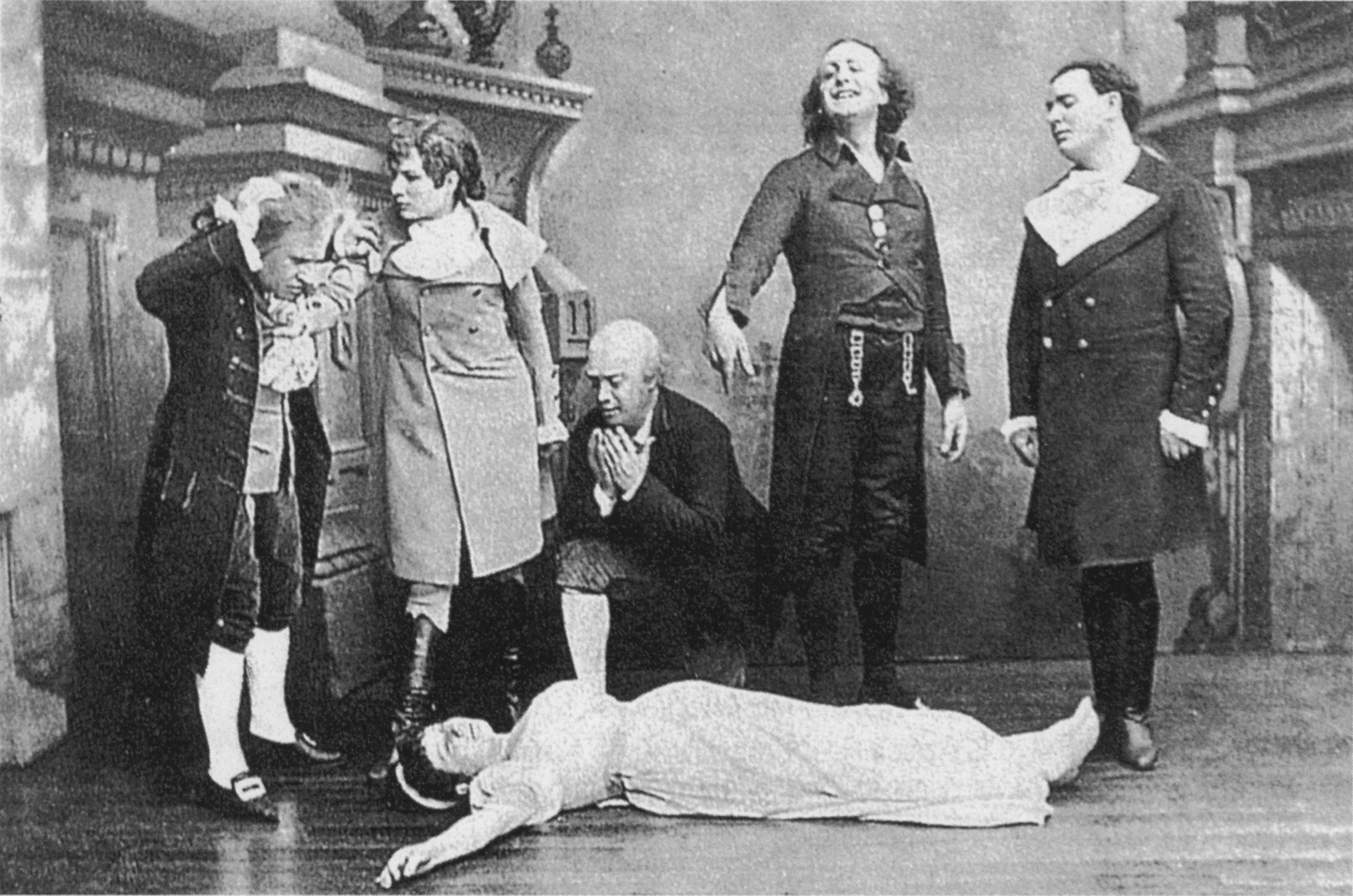
La création des Contes d'Hoffmann à l'Opéra-Comique (1881) avec, debout de gauche à droite, Hippolyte Belhomme (Crespel), Marguerite Ugalde (Nicklausse), Pierre Grivot (Franz, à genoux), Émile-Alexandre Taskin (Miracle), Jean-Alexandre Talazac (Hoffmann) ; au sol, Adèle Isaac (Antonia).

Il débute au théâtre Molière puis se produit aux théâtres de Montmartre et des Batignolles avant de se faire remarquer aux Délassements-Comiques en 1862 dans La Reine Crinoline. Engagé au Vaudeville, il joue La Chercheuse d'esprit, opéra-comique de Charles-Simon Favart à l'occasion duquel il rencontre celle qui allait en 1866 devenir sa femme, Marie Laurent.  Il se produit également dans de nombreuses pièces de théâtre (Monsieur de Saint-Bertrand, La Belle au bois dormant, Madame Ajax, La Famille Benoîton et Maison neuve de Victorien Sardou…).
Il passe en 1868 à la Gaîté, dirigée par Victor Koning, où il joue plus de cent cinquante fois La Chatte blanche, féerie des frères Cogniard créée en 1852. Durant les événements de la Commune, il pallie l'absence de directeur et parvient à faire fonctionner le théâtre en y faisant représenter La Grâce de Dieu. Ses efforts (en plus de jouer, il tient le contrôle alors que son épouse fait la quête dans la salle) se soldent par un bénéfice record pour cette période. La guerre finie, il passe la main à Maurice Boulet sous la direction duquel il crée en 1872 Le Roi Carotte, opéra-féerie de Victorien Sardou et Jacques Offenbach, avant de s'embarquer pour Le Caire où il passe une saison, toujours en compagnie de sa femme.
Leur retour en France est placé sous le signe de l'opérette : après un bref passage à la Renaissance, il retrouve en 1874 la Gaîté que dirige désormais Offenbach et dont il crée Le Voyage dans la lune et les nouvelles versions d' Orphée aux Enfers et de Geneviève de Brabant (1875). Devenu le Théâtre-Lyrique après le départ d'Offenbach, il y interprète un répertoire plus traditionnel d'opéra-comique (La Poupée de Nuremberg d'Adolphe Adam, Les Rendez-vous bourgeois de Nicolo…).
Il est aux Variétés en 1879-80 puis connaît la consécration suprême en entrant à l'Opéra-Comique où il restera plus de vingt ans, créant de nombreuses œuvres parmi lesquelles Jean de Nivelle de Léo Delibes, Les Contes d'Hoffmann d'Offenbach, L'Amour médecin et Joli Gilles de Ferdinand Poise, Manon de Jules Massenet, La Basoche d'André Messager…
Après la mort de sa femme en 1890, il réduit peu à peu son activité et prend finalement sa retraite en 1903. Il meurt alors qu'il se trouvait au domicile d’amis à Deauville.